# 許蕃
許蕃（1469年—？），字邦憲，直隸永平府灤州人，民籍，明朝政治人物。

## 生平
弘治八年（1495年）乙卯科順天府鄉試第一百四名舉人。弘治九年（1496年）中式丙辰科會試第二百七十五名，三甲第一百九十四名進士。授南京太常寺博士。官至平凉府知府。

## 家族
曾祖許仲文；祖父許福；父許侃，母許氏。慈侍下。